# Хохлов, Иван Тихонович
Ива́н Ти́хонович Хохло́в (20 января 1932 года, село Новосёлки, Рязанской области — 20 марта 2013 года, Москва) — пилот гражданской авиации Союза ССР, Герой Социалистического Труда (1966 год).

## История
Иван Тихонович Хохлов окончил Сасовское лётное училище ГВФ (1953 год), Высшее авиационное училище гражданской авиации (1965 год), курсы теоретической и лётной подготовки по специальности командир воздушного судна самолёта Як-42.
В период с 1953 года по 1957 год пилот-инструктор Сасовского лётного училища.
С 1957 года по 1973 год пилот, командир вертолёта Ми-4, начальник лётно-штурманского отдела Тюменского подразделения Уральского управления гражданской авиации, заместитель командира Тюменского авиационного предприятия, первый заместитель начальника Тюменского управления гражданской авиации. С 1973 года начальник Тюменского управления гражданской авиации.
Пилот 1-го класса. Летал на вертолётах Ми-1, Ми-4, Ми-6, Ми-8, самолётах Ан-2, Ли-2, Ан-24, Ту-134, Ан-12.
С 1977 года начальник Управления применения авиации в народном хозяйстве Министерства гражданской авиации СССР.
Герой Социалистического Труда (1966 год). Награждён орденами Октябрьской Революции (1973 год) и Трудового Красного Знамени (1981 год). Заслуженный пилот СССР (1973 год).
Депутат Верховного Совета РСФСР (1975—1980 годы).